# Fidel Bassa
Fidel Bassa (* 18. Dezember 1962 in El Retén, Kolumbien) ist ein ehemaliger kolumbianischer Boxer im Fliegengewicht.

## Profikarriere
Im Jahre 1983 begann er erfolgreich seine Profikarriere. Am 3. Februar 1983 boxte er gegen Hilario Zapata um die WBA-Weltmeisterschaft und gewann durch einstimmige Punktentscheidung. Diesen Gürtel verteidigte er insgesamt sechs Mal und verlor ihn Ende September im Jahre 1989 gegen Jesus Rojas nach Punkten. Nach dieser Niederlage beendete er seine Karriere.